# Andrzej Macur (architekt)
Andrzej Macur (ur. 14 lipca 1945 w Grudziądzu) – polski architekt i renowator obiektów zabytkowych.

## Życiorys
Syn architekta Kazimierza Macura (1915–2001) i nauczycielki Heleny z d. Prusakowskiej (1919-1984). W październiku 1945 rodzina przeprowadziła się z Grudziądza do Włocławka, a w 1946 do Gdańska, gdzie jego ojciec pracował w powołanej przez prof. Jana Borowskiego Państwowej Pracowni Konserwacji Zabytków. W 1963 ukończył I Liceum Ogólnokształcące w Gdańsku i rozpoczął studia na Wydziale Architektury Politechniki Gdańskiej. W ramach Zrzeszenia Studentów Polskich był przewodniczącym Komisji Kultury Zespołu Poselskiego Wydziału Architektury (1967-1968) oraz prezesem Międzyuczelnianego Amatorskiego Klubu Filmowego ŻAK (1968–1971). W 1969 obronił pracę magisterską Adaptacyjna rekonstrukcja zamku w Szymbarku – jako obiektu ekspozycji turystycznej na Dom Architekta – SARP. 
Po studiach, pod kierunkiem ojca Kazimierza, rozpoczął pracę w pracowni projektowej w gdańskim oddziale Przedsiębiorstwa Państwowego Pracownie Konserwacji Zabytków (PKZ). Szkolenia z zakresu rewaloryzacji i ochrony budowli zabytkowych uzyskał kończąc w 1971 kurs na Uniwersytecie Mikołaja Kopernika w Toruniu, w 1976 studia podyplomowe na Politechnice Warszawskiej i w 1996 szkolenie w Akademii Sztuk Pięknych w Krakowie.  
W ramach pracy w PKZ w Gdańsku (1969–1995) był autorem wielu projektów restauracji zabytków oraz członkiem i kierownikiem zespołów projektowych oraz misji konserwatorskich. Pracował kolejno jako: główny projektant restauracji i adaptacji zespołu kamienic w Tallinnie (1979–1980), członek Polsko-Jugosłowiańskiej Misji Archeologiczno-Konserwatorskiej związanej z konserwacją twierdzy Markovi Kuli w Prilepie (Macedonia Północna, 1977–1982), generalny projektant rewaloryzacji Cytadeli Casbah w Algierze (1983–1986), kierownik Polsko-Egipskiej Misji Archeologiczno-Konserwatorskiej w Deir el-Bahari w Egipcie (1988–1989). 
W latach 1992–2011 prowadził własną Pracownię Autorską Macur. Ponadto był zastępcą dyrektora zarządzającego SAP-Projekt Północ w Sopocie (1997–2005), generalnym projektantem restauracji zespołu Cytadeli Casbah w Algierze (2007–2013) oraz architektem restauratorem w biurze BET Hamouche w Algierze (2013–2014). Pełnił także funkcję przewodniczącego Komisji Zakładowej NSZZ Solidarność przy PKZ w Gdańsku (1980–1981). Od 1981 członek oraz prezes (1992–2002) gdańskiego oddziału Stowarzyszenia Konserwatorów Zabytków.   
W konkursach SARP: na koncepcję rewaloryzacji Śródmieścia Płocka otrzymał wspólnie z J. B. Zwiejskim i W. Rutkowskim – II wyróżnienie (1976) oraz na koncepcję programowo-przestrzenną północnej części Śródmieścia Łodzi – I wyróżnienie (1977). W konkursie PKZ za najlepsze prace projektowe (1977) otrzymał wyróżnienia za projekt adaptacji Wielkiego Młyna oraz studium odbudowy i adaptacji spichlerzy przy ulicy Chmielnej 37/38 w Gdańsku na Ośrodek Ochrony Dóbr Kultury. 
Odznaczony: srebrną Odznaką za Opiekę nad Zabytkami (1978), Odznaką Zasłużony Działacz Kultury (1979), złotą Odznaką Pamiątkową PKZ (1986) i złotą Odznaką Stowarzyszenia Konserwatorów Zabytków (2002).

## Ważniejsze projekty
Projekty restauracji i adaptacji: zamków w Lidzbarku Warmińskim, Działdowie i Sztumie, pałaców w Jasieniu i Wejherowie oraz dworów Młyniska i przy ul. Bytowskiej 4 w Gdańsku. Projekty restauracji i adaptacji: spichrzów Opackiego w Oliwie oraz przy ul. Ołowianka 10/13 i Chmielna 37/38 w Gdańsku, a także kamienic przy ulicach: Viru 2 i Vana Turg 6  oraz Pikk 19 w Tallinie, św. Ducha 3/5 w Elblągu, 17 Marca 26/27 w Malborku, Straganiarskiej 18/19 i 31/33 oraz Świętojańskiej 50/51 w Gdańsku. 
Kolejne projekty restauracji i adaptacji to: kościołów w Sulminie i Bożego Ciała w Elblągu, Wielkiego Młyna w Gdańsku oraz projekty konserwacji baszt i murów obronnych w Kwidzynie, Lęborku i Starogardzie Gdańskim oraz przede wszystkim projekty rewaloryzacji Cytadeli Casbah w Algierze.

## Publikacje
- Macur A., Projekt rewaloryzacji i adaptacji dwóch kamienic przy ulicy Straganiarskiej 18/19 w Gdańsku, „Ochrona Zabytków” nr 1/1986, s. 30-32.
- Macur A., Koncepcja programowa i konserwatorska Cytadeli Algierskiej, „Informacje Bieżące PP PKZ”, zeszyt VI/1986.
- Macur A., Konserwacja i adaptacja kamienic mieszczańskich w Tallinnie przy ul. Viru 2 i Vana Turg 6, „Rocznik PP PKZ”, zeszyt 1/1988, s. 27-65.
- Macur A., Restytucja i adaptacja kamienic przy ulicy św. Ducha 3 i 4 w Elblągu oraz Rekonstrukcje układu urbanistycznego kwartału kościoła św. Jana w Gdańsku, [w:] Miasto historyczne w dialogu ze współczesnością, red. J. Bogdanowski, NCK Gdańsk, 2002.
- Macur A., Gdańsk Kazimierza Macura. Z historii konserwacji i odbudowy zabytków w latach 1936-2000, Fundacja Terytoria Książki, Gdańsk, 2016.
- Macur A., Pół wieku z zabytkami w życiu i pracach konserwatorskich gdańskiego architekta, Fundacja Terytoria Książki, Gdańsk, 2018.